# 황북초등학교
황북초등학교는 대한민국 충청남도 논산시 연무읍 신화길 81-20 (신화리)에 있었던 초등학교이다.

## 연혁
- 1936년 7월 2일 황화공립보통학교 부설 황북간이학교 개설
- 1943년 3월 1일 황북공립국민학교 승격
- 1963년 1월 1일 충청남도로 편입
- 1983년 1월 6일 병설유치원 인가
- 1996년 3월 1일 황북초등학교로 개칭
- 1999년 9월 1일 연무중앙초등학교로 통합